# Kraj hradecki
Kraj hradecki (cz. Královéhradecký kraj) – jednostka administracyjna Czech. Zajmuje obszar 4759 km², który jest zamieszkiwany przez 551 647 mieszkańców (2020). Graniczy z krajem pardubickim, krajem środkowoczeskim, krajem libereckim oraz województwem dolnośląskim (w Polsce).
Do największych miast w kraju należą: Hradec Králové (95 642 mieszkańców), Trutnov (31 593 mieszkańców), Náchod (21 164 mieszkańców), Jiczyn (16 847 mieszkańców), Dvůr Králové nad Labem (16 282 mieszkańców), Jaroměř (12 908 mieszkańców) i Nowe Miasto nad Metują (10 180 mieszkańców).

## Geografia

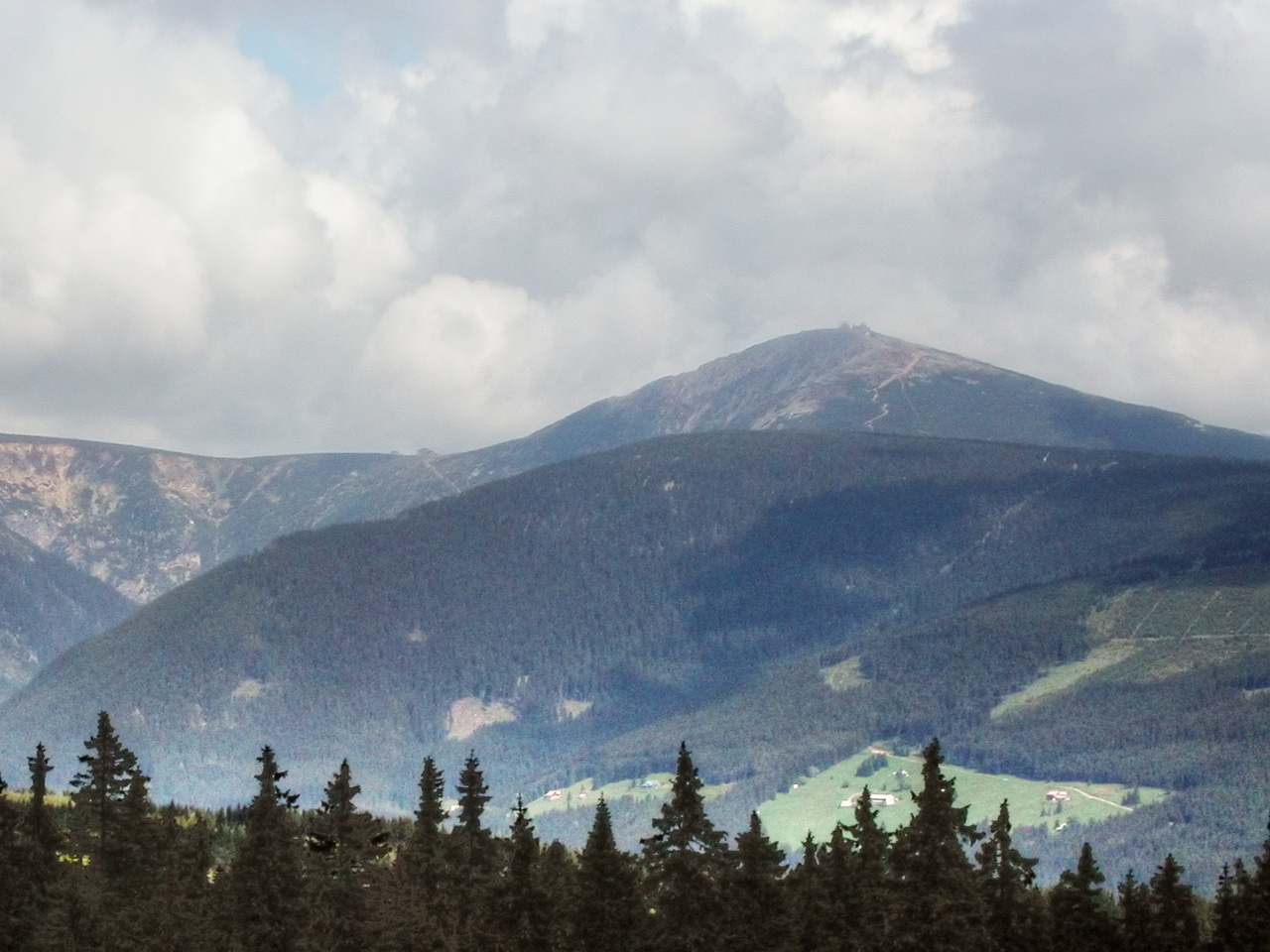
Śnieżka widziana od strony czeskiej

### Położenie
Kraj hradecki położony jest w północnych Czechach. Graniczy na północy i wschodzie z województwem dolnośląskim, na południu z krajem pardubickim, zaś na zachodzie z krajami: libereckim i środkowoczeskim. Jego łączna powierzchnia wynosi 4758 km².

### Ukształtowanie powierzchni
Obszar kraju hradeckiego leży w całości na obszarze Masywu Czeskiego, będącego prowincją fizycznogeograficzną w Europie Środkowej. Jest to wyżynno-górska kraina, którą na obszarze wyżej wymiennego kraju tworzą: Sudety Zachodnie i Środkowe oraz Wyżyna Czesko-Morawska. Najwyższym wzniesieniem jest Śnieżka, która równocześnie jest najwyższym szczytem w Czechach. Główną rzeką przepływającą przez ten region Czech jest Łaba.

### Klimat
Warunki klimatyczne są charakterystyczne dla strefy klimatu umiarkowanego, z częstymi wpływami mas powietrznych pochodzących znad Oceanu Atlantyckiego. Z kierunku południowego nad teren kraju napływają masy ciepłego powietrza zwrotnikowego typu kontynentalnego. W lecie jest dość ciepło, zimy zaś są bez większych przymrozków. Suma opadów, pomijając tereny górskie, jest stosunkowo niska i wynosi około 500–700 mm w roku.

## Środowisko naturalne
Na terenie kraju hradeckiego znajduje się Karkonoski Park Narodowy.

## Historia
Pierwsze ślady bytności człowieka w kraju hradeckim pochodzą z prehistorii. Ludzie zamieszkujący tutejsze tereny reprezentowali szereg różnych kultur archeologicznych i zamieszkiwali głównie w dolinie Łaby. Od X wieku kraj ten wchodził w skład państwa czeskiego, a jego stolica – Hradec Králové był siedzibą księstwa, w którym znajdował się zamek, a następnie warownia należąca do Przemyślidów. Duże znaczenie dla rozwoju gospodarczego i kulturalnego miał rozwój klasztorów, z których najbardziej wpływowym był klasztor benedyktynów w Broumovie, miejscowości na pograniczu Czech, ziemi kłodzkiej i Śląska.
W XV wieku kraj hradecki stał się centrum ruchu husyckiego w Czechach, a w latach 1423–1424 swoją siedzibę miał tutaj przywódca husytów Jan Žižka. W XVI wieku Hradec Kralove stał się stolicą regionu. Region odegrał ważną rolę w unii regionów wschodnioczeskich i regionu administracyjnego Hradec Králové – Circulus Reginohradecensis – który funkcjonował do 1862 roku. Władzę w nim sprawowało dwóch, a od 1751 roku tylko jeden komisarz.
Pomyślny rozwój kraju i jego mieszkańców został zahamowany podczas wojny trzydziestoletniej (1618–1648), w trakcie której został on niemal doszczętnie zniszczony. Po jej zakończeniu miała miejsce jego powolna odbudowa, a Hradec Králové stał się jednym z głównych ośrodków kontrreformacji w Czechach. Tutaj w 1636 roku założono Kolegium Jezuickie, a w 1664 roku ufundowano diecezję hradecką Kościoła katolickiego, będącego sufraganią archidiecezji praskiej. Proces ten został zakończony w XVIII wieku, mimo to region zamieszkiwało jeszcze wielu protestantów. Rosnące zobowiązania chłopów względem szlachty prowadziły do licznych rebelii, z których największa miała miejsce w 1775 roku.
Przełom XVIII i XIX wieku przyniósł pewną stabilizację gospodarczą. Założono manufaktury w Potštejnie i Trutnovie. Przystąpiono do eksploatacji rud żelaza i innych, w tym srebra w Karkonoszach oraz produkcji szkła w Górach Orlickich, a w okolicach Žacléřu i Jestřebí rozwoju wydobycia węgla kamiennego.
W wyniku przegranej Habsburgów w wojnach śląskich i przejęciu Śląska i hrabstwa kłodzkiego przez Prusy, kraj hradecki został regionem przygranicznym. W efekcie doprowadziło to do rozbudowy twierdzy w Hradcu oraz budowy nowej twierdzy w Josefovie. W 1866 roku na tym obszarze toczyły się działania wojenne prusko-austriackiej. W tym czasie Hradec Králové był jednym z głównych centrów czeskiego odrodzenia narodowego. Rewolucja przemysłowa jaka miała miejsce w Cesarstwie Austriackim w XIX wieku doprowadziła do przeobrażenia regionu i przemiany z krainy o dominującym rolnictwie w jego gospodarce do rozwoju nowoczesnego przemysłu. Powstały nowe fabryki. W 1857 roku powstała pierwsza linia kolejowa. Większość miast stale się rozbudowywała i rozwijała pod względem demograficznym. Na początku XX wieku stolica regionu zaczęła przeobrażać się w lokalną metropolię.
Po zakończeniu I wojny światowej kraj hradcki stał się jedną z części składowych nowo powstałego państwa – Czechosłowacji. Zagrożenie ze strony III Rzeszy w latach 30. XX wieku wpłynęło na rozwój umocnień przygranicznych, które zachowały się nietknięte do naszych czasów.
Po 1945 roku i przegranej Niemiec w II wojnie światowej władzę w Czechosłowacji przejęli komuniści, którzy zlikwidowali całkowicie własność prywatną. Od 1960 roku obszar obecnego kraju wchodził w skład jednostki administracyjnej – kraju wschodnioczeskiego. W 1990 roku miało miejsce przywrócenie samorządności tego regionu. W wyniku reformy administracyjnej Czech z 2000 roku utworzono obecny kraj hradecki.

## Administracja
| Partia                                    | Liczba radnych |
| ----------------------------------------- | -------------- |
| Czeska Partia Socjaldemokratyczna (ČSSD)  | 18             |
| Obywatelska Partia Demokratyczna (ODS)    | 13             |
| Komunistyczna Partia Czech i Moraw (KSČM) | 7              |
| Koalicja dla Kraju Hradeckiego (KpKk)     | 4              |
| SNK Europejscy Demokraci (SNK ED)         | 3              |
| Razem (Σ)                                 | 45             |

### Władze
Władza ustawodawcza w kraju hradeckim należy do wybieranego w wyborach powszechnych na 4-letnią kadencję sejmiku krajowego, na czele którego stoi przewodniczący sejmiku odpowiedzialny za prowadzenie jego obrad oraz reprezentujący go na zewnątrz. Siedziba władz regionu mieści się w gmachu byłego browaru przy Pivovarské náměstí 1245 w Hradcu.
Władzę wykonawczą sprawuje Rada Krajowa, która jest powoływana przez sejmik krajowy. W jej skład hetman, trzech zastępców hetmana oraz dwóch członków rady. Na jej czele stoi hetman, zaś poszczególni jej członkowie odpowiadają za różne sprawy w regionie:
- ekonomię i współpracę z zagranicą,
- finanse,
- rozwój regionalny, planowanie przestrzenne, przepisy budowlane i turystykę,
- transport i drogi,
- edukację i kulturę,
- gospodarkę i rolnictwo,
- służbę zdrowia.

Hetmani kraju hradeckiego
| Lp. | Lata rządów | Imię i nazwisko | Przynależność polityczna          |
| --- | ----------- | --------------- | --------------------------------- |
| 1.  | 2000–2010   | Pavel Bradík    | Obywatelska Partia Demokratyczna  |
| 2.  | od 2010     | Lubomír Franc   | Czeska Partia Socjaldemokratyczna |

### Podział administracyjny

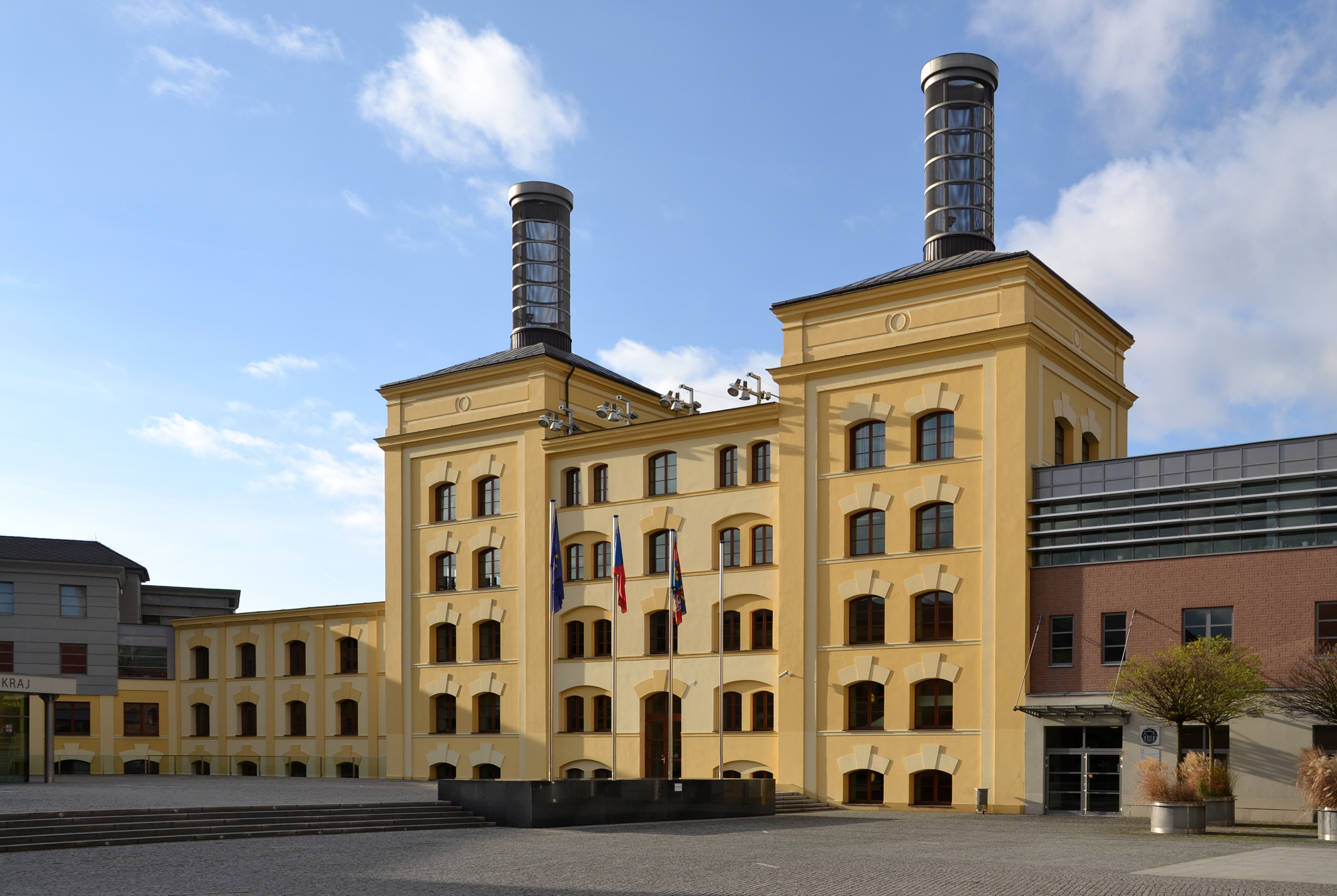
Siedziba władz regionu w dawnym browarze w Hradcu Kralove

Do 31 grudnia 2002 roku kraj hradecki dzielił się na pięć powiatów: Hradec Králové, Jiczyn, Náchod, Rychnov nad Kněžnou i Trutnov, w skład których wchodziło 448 gmin i 43 miasta.
Od 1 stycznia 2003 roku powiaty nie są już jednostką podziału administracyjnego Czech. Podział na powiaty zachowały jednak sądy, policja i niektóre inne urzędy państwowe. Został również zachowany dla celów statystycznych.
| Lp. | Powiat              | Powierzchnia w km² | Ludność | Liczba gmin |
| --- | ------------------- | ------------------ | ------- | ----------- |
| 1.  | Hradec Králové      | 875                | 159 622 | 101         |
| 2.  | Jiczyn              | 887                | 77 368  | 111         |
| 3.  | Náchod              | 851                | 112 448 | 78          |
| 4.  | Rychnov nad Kněžnou | 998                | 79 003  | 83          |
| 5.  | Trutnov             | 1 147              | 119 996 | 75          |

## Gospodarka

### Rolnictwo
Kraj hradecki, w porównaniu z innymi regionami Czech, z powodu sprzyjających warunków naturalnych posiada nieco lepsze warunki do rozwoju rolnictwa. Składa się na to położenie u podnóża Karkonoszy i Gór Orlickich oraz występowanie części nizinnej, którą stanowi dolina Łaby. W porównaniu do sąsiednich krajów, poziom zanieczyszczenia jest tu stosunkowo niższy.
Region bogaty jest w podziemne i powierzchniowe źródła wody podgórskiej i górskiej, których źródła występują w północnej i wschodniej części regionu. Pochodzą one z okresu kredy. Takie ukształtowanie terenu wpływało wielokrotnie na liczne powodzie, które nawiedzają ten region. Największe z nich miały miejsce w 1997, 1998 i 2000 roku.